# ラ・シオタ
ラ・シオタ （フランス語:La Ciotat、プロヴァンサル語:La Ciutat）は、フランス、プロヴァンス＝アルプ＝コート・ダジュール地域圏、ブーシュ＝デュ＝ローヌ県のコミューン。マルセイユの東約31kmの地点にある。

## 歴史

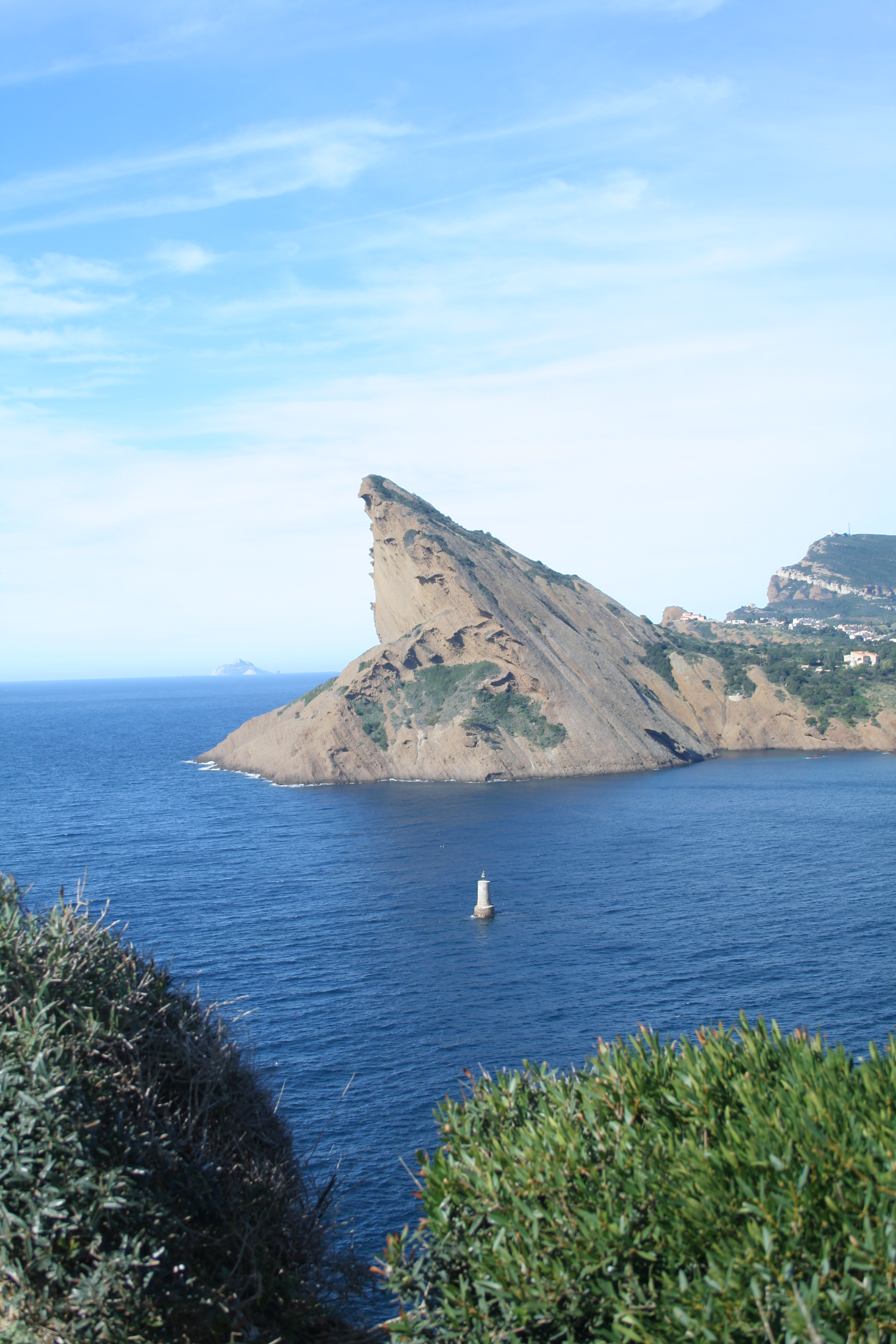
ベック・ド・レーグル岩

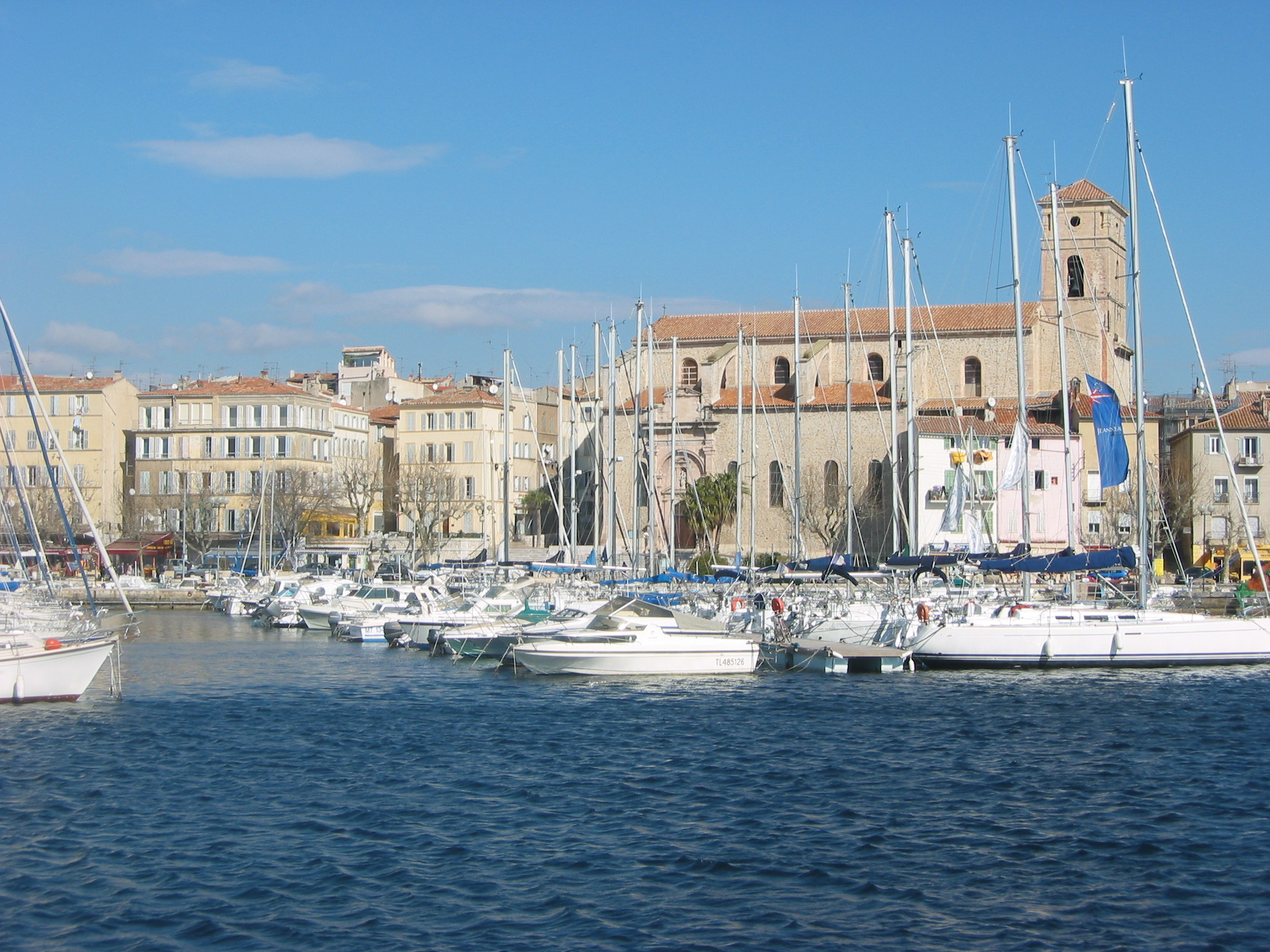
ラ・シオタ港と、ノートルダム・ド・ラソンプション教会

### 語源
現在は別個のコミューンであるラ・シオタとセルスト（fr）は、15世紀まで一つの定住地を形成しているだけであった。ラ・シオタとはプロヴァンサル語でLa Ciutat / La Ciéutaといい、都市を意味していた。一方でセルストの名は、ラ・シオタとの境にある壮大なベック・ド・レーグル岩にちなんでいる。

### 古代から中世
ラ・シオタの丘に人が定住したのは新石器時代後期である。
最初のラ・シオタは、セルストに依存した、わずか200人ほどの村落であった。キリスト教聖職者たちが一帯にかなりの権力を持っていた。海上交通で経済は繁栄し、ラ・シオタの町は次第に自治を求めるようになった。1429年にはコミューンの土地を巡ってセルストと争っている。セルストから分離したあとのラ・シオタの成長は目覚しく、砦や城壁が建てられ、教会の運営は教会自身が行った。反乱が起きてジェノヴァを追われたイタリア人世帯が移住してきてからは、人口はすぐに1万人を数えるようになった。

### 近代・現代
1720年にプロヴァンスを荒らしまわった黒死病はラ・シオタを襲った。しかしラ・シオタ住民は自らの勇気と組織で危機を乗り越えた。彼らは疫病から自らを守るため、外来者を入れぬよう城門を閉じたのである。マルセイユの駐屯軍が疫病を逃れ避難してきたとき、住民はこれを阻止した。
港湾都市であったラ・シオタは倉庫事業に転換した。特に倉庫に保存されたコムギと食品は、プロヴァンスやマルセイユへ向けてラ・シオタを出発するため、一帯の飢饉から町を守ることにもなった。
16世紀には港湾都市として経済発展の時代を経験した。1622年につくられた造船所は20世紀の間に多くの所有者の間を転々とし、1980年代半ばの経済危機によって閉鎖された。
1895年にリュミエール兄弟が『ラ・シオタ駅への列車の到着』を撮影したことから映画発祥の地の一つとされる。1895年9月、町内にある城館で内輪の上映会が行われており、現在でも市内の展示ホールで当時の映像が上映されている。
ラ・シオタは夏期のリゾート地として転換を図り、2000年代にはカジノがオープン。
ヨットハーバーには富豪の豪華ヨットが停泊するようになった。

## 人口統計
| 1962年 | 1968年 | 1975年 | 1982年 | 1990年 | 1999年 | 2006年 | 2015年 |
| ------ | ------ | ------ | ------ | ------ | ------ | ------ | ------ |
| 18,827 | 23,916 | 32,721 | 31,727 | 30,620 | 31,630 | 32,126 | 35,580 |

参照元：1962年から1999年までは複数コミューンに住所登録をする者の重複分を除いたもの。それ以降は当該コミューンの人口統計によるもの。1999年までEHESS/Cassini、2006年以降INSEE。

## 姉妹都市
- ブリッジウォーター、イギリス
- クラーニ、スロベニア
- ジンゲン、ドイツ
- トッレ・アンヌンツィアータ、イタリア